# Torpa socken, Östergötland
Torpa socken i Östergötland ingick i  Ydre härad, ingår sedan 1971 i Ydre kommun och motsvarar från 2016 Torpa distrikt.
Socknens areal är 110,09 kvadratkilometer varav 86,65 land. År 2000 fanns här 1 024 invånare. Tätorten Hestra samt kyrkbyn Torpa med sockenkyrkan Torpa kyrka ligger i socknen. 

## Administrativ historik
En präst i Torpa omtalas i dokument första gången 1226 ("plebanus de Thorpum") och socknen 1336 ("in parochia Thorppæ"). Kyrkans äldsta inventarium är en järnbeslagen dörr som kan dateras till omkring 1200.
Vid kommunreformen 1862 övergick socknens ansvar för de kyrkliga frågorna till Torpa församling. och för de borgerliga frågorna till Torpa landskommun. Delar av socknen utbröts 1 maj 1880 för att tillsammans med utbrytningar ur Ekeby socken bilda Blåviks socken. Landskommunen uppgick 1952 i Ydre landskommun som 1971 blev Ydre kommun. Församlingen uppgick 2009 i Norra Ydre församling.
1 januari 2016 inrättades distriktet Torpa, med samma omfattning som församlingen hade 1999/2000.
Socknen har tillhört samma fögderier och domsagor som Ydre härad.  De indelta soldaterna tillhörde   Första livgrenadjärregementet, Ydre kompani och Andra livgrenadjärregementet, Vifolka kompani.

## Geografi
Torpa socken ligger närmast sydväst om Sommen mittemot den till socknen hörande Torpön. Socknen är en höglänt kuperad skogsbygd med höjder som i väster når över 308 meter över havet.

## Fornlämningar
Kända från socknen är spridda gravrösen från bronsåldern och ett gravfält med domarring från järnåldern.

## Kända personer från bygden
Biskop Bo Giertz var 1938 vice pastor och 1939-1949 komminister i församlingen. I sin roman Stengrunden (1941) hämtade Giertz inspiration från trakten.
Författaren och poeten Anna Axfors föddes 1990 i Torpa.

## Namnet
Namnet (1281 Thorpum) kommer från en bebyggelseenhet där prästgården ingick. Namnet är en pluralform av torp, 'nybygge'.

### Fotnoter
1. 1 2  Svensk Uppslagsbok andra upplagan 1947–1955: Torpa socken
2. 1 2  Harlén, Hans; Harlén Eivy (2003). Sverige från A till Ö: geografisk-historisk uppslagsbok. Stockholm: Kommentus. Libris 9337075. ISBN 91-7345-139-8
3. ↑  ”Arkiverade kopian”. Arkiverad från originalet den 20 april 2019. https://web.archive.org/web/20190420134544/http://jordebok.ra.se/dms/dms_4_6.pdf. Läst 20 april 2019.
4. ↑  ”Församlingar”. Statistiska centralbyrån. https://www.scb.se/hitta-statistik/regional-statistik-och-kartor/regionala-indelningar/forsamlingar/. Läst 30 december 2022.
5. ↑  Administrativ historik för Torpa socken (Klicka på församlingsposten). Källa: Nationella arkivdatabasen, Riksarkivet.
6. 1 2  Sjögren, Otto (1931). Sverige geografisk beskrivning del 2 Östergötlands, Jönköpings, Kronobergs, Kalmar och Gotlands län. Stockholm: Wahlström & Widstrand. Libris 9939
7. 1 2  Nationalencyklopedin
8. ↑  Fornlämningar, Statens historiska museum: Torpa socken, Östergötland
9. ↑  Fornminnesregistret, Riksantikvarieämbetet: Torpa socken, Östergötland Fornminnen i socknen erhålls på kartan genom att skriva in sockennamn (utan "socken") i "Ange geografiskt område"
10. ↑  Mats Wahlberg, red (2003). Svenskt ortnamnslexikon. Uppsala: Institutet för språk och folkminnen. Libris 8998039. ISBN 91-7229-020-X. https://isof.diva-portal.org/smash/get/diva2:1175717/FULLTEXT02.pdf